# Sigma Clermont
SIGMA Clermont est l'une des 204 écoles d'ingénieurs françaises accréditées au 1er septembre 2020 à délivrer un diplôme d'ingénieur, et un établissement public sous la tutelle du ministère de l'Enseignement supérieur, de la Recherche et de l'Innovation.
Située sur le campus des Cézeaux à Aubière-Clermont-Ferrand dans le département Puy-de-Dôme, l’école a été créée le 1er janvier 2016 par la fusion de l’institut français de mécanique avancée (IFMA) et de l’école nationale supérieure de chimie de Clermont-Ferrand (ENSCCF).
Elle est associée à l'Institut Mines-Télécom et rattachée à Clermont-Auvergne INP. Elle est également membre de la Fédération Gay-Lussac, CGE, CDEFI et de l’association d’établissements Clermont Université.

## Historique
L'école nationale supérieure de chimie de Clermont-Ferrand (ENSCCF) a été créée en 1908 et l’institut français de mécanique avancée (IFMA), en 1991.
En 2014, ces deux écoles annoncent leur projet de fusion et leur ambition de créer une école « de la marque Mines ». L’école d'ingénieurs SIGMA Clermont voit alors le jour le 1er janvier 2016. Elle prend la forme juridique d’un établissement public à caractère scientifique, culturel et professionnel (EPSCP).
De janvier à juillet 2016, un administrateur provisoire avait été désigné en attendant les élections du directeur de l'école : il s'agissait de Sophie Commereuc, l'ex directrice de l'ENSCCF. Par arrêté, Sophie Commereuc professeure des universités a été nommée directrice de l'école d'ingénieurs Sigma Clermont.
Au 1er janvier 2021, l'école d'ingénieurs SIGMA Clermont, et les activités de formation et de recherche des écoles internes Polytech Clermont-Ferrand et Institut d'informatique d'Auvergne sont regroupés dans l’Institut national polytechnique Clermont-Auvergne, établissement-composante de l'établissement public expérimental Université Clermont-Auvergne.

## Enseignement et recherche

### Diplôme d'ingénieur
SIGMA Clermont propose des formations d’ingénieurs habilitées par le ministère de l’enseignement supérieur et de la recherche après avis de la commission des titres d'ingénieur (CTI).
L'école regroupe les formations historiques de l'école nationale supérieure de chimie de Clermont-Ferrand (ENSCCF) et de l’institut français de mécanique avancée (IFMA) en génie chimique, mécanique avancée et génie industriel.
D'après la CTI, en 2018, les caractéristiques des formations étaient les suivantes :
| Spécialité du diplôme d'ingénieur | Type                                                                | Habilitation | Label   |
| --------------------------------- | ------------------------------------------------------------------- | ------------ | ------- |
| Chimie                            | Formation initiale sous statut d'étudiant                           | Maximale     | EUR-ACE |
| Chimie                            | Formation continue                                                  | Maximale     | EUR-ACE |
| Mécanique avancée                 | Formation initiale sous statut d'étudiant                           | Maximale     | EUR-ACE |
| Mécanique avancée                 | Formation continue                                                  | Maximale     | EUR-ACE |
| Mécanique et génie industriel     | Formation initiale sous statut d'apprenti Partenariat ITII Auvergne | Maximale     | EUR-ACE |
| Mécanique et génie industriel     | Formation continue Partenariat ITII Auvergne                        | Maximale     | EUR-ACE |

Dans ces deux cycles, l'élève suit un ensemble d'enseignements en sciences de l'ingénieur, management, relations humaines mais aussi en langues étrangères (anglais, espagnol, allemand, italien, portugais, et chinois) lui permettant de gérer les projets qui lui sont confiés.
Pendant leur cursus, les étudiants font trois différents stages en entreprise ou en laboratoire de recherche.
Une formation d'ingénieur en mécanique et génie industriel est également proposée en partenariat avec l'ITII Auvergne. Elle se déroule en alternance sur un rythme d'une semaine en entreprise, une semaine à l'école pour les 2 premières années. En troisième année, les apprentis suivent 1 semestre d'enseignement, dont 8 semaines sont consacrées à un stage à l'étranger. Ils sont ensuite 1 semestre en entreprise.
Il est également possible d'obtenir le diplôme d'ingénieur SIGMA par formation continue ou par validation des acquis de l'expérience (VAE).

### Masters
L’école est co-habilitée à délivrer des masters avec différentes universités ou écoles.
- Master prodigué en anglais :
  - INNOMECH Master sur les matériaux avancées, le design de mécanismes, ainsi que la gestion des systèmes complexes.
- En chimie[10] :
  - Master de sciences et technologies, mention chimie avec l’Université Clermont Auvergne (parcours chimie alternative et matériaux fonctionnels).
- En mécanique et génie industriel[11] :
  - Master mécanique, matériaux, structures, fiabilité avec l’Université Clermont Auvergne.
  - Master robotique avec l’Université Clermont Auvergne.
  - Master modèles, systèmes, imagerie avec l’Université Clermont Auvergne.
  - Master de recherche en génie industriel avec l'école des mines de Saint-Étienne.
  - Master logistique avec l'Université Clermont Auvergne.
- En management[12] :
  - Master administration des entreprises avec l'Université Clermont Auvergne.

### Recherche
Les travaux de recherche menés par les enseignants-chercheurs de SIGMA Clermont se font dans 3 UMR CNRS couvrant les domaines de la chimie et des sciences pour l'ingénieur, ainsi qu'au sein du Labex IMOBS3 qui regroupe ces 3 UMR.
- Institut de chimie de Clermont-Ferrand (ICCF) :
  - Chimie organique et médicinale
  - Matériaux inorganiques
  - Matériaux pour la santé
  - Photochimie
- Institut Pascal (IP):
  - Génie des procédés, énergétique, et biosystèmes
  - Image, systèmes de perception, robotique
  - Mécanique, matériaux et structures
- Laboratoire d'informatique, de modélisation et d'optimisation des systèmes (LIMOS):
  - Outils décisionnels pour la production et la logistique

### Classe préparatoire (fédération Gay-Lussac)
SIGMA Clermont permet aux élèves titulaires d'un baccalauréat scientifique d'intégrer la classe préparatoire intégrée de la fédération Gay-Lussac. Il s'agit d'un enseignement de deux ans en sciences (chimie, physique, mathématiques) permettant d'intégrer vingt écoles d'ingénieurs chimistes françaises, dont SIGMA Clermont en cycle chimie (ex ENSCCF).

## International
SIGMA Clermont a des liens forts avec un grand nombre d’universités internationales. Elle joue un rôle actif dans des différents programmes et réseaux internationaux (Campus France, Erasmus+, Arfitec, Brafitec, Mexfitec, PEE BCI Canada, ...).
L'école compte une quarantaine d'élèves internationaux par promotion. Elle dispose de plus de 130 accords de partenariat en Europe et dans le monde, ce qui permet à de nombreux étudiants d'effectuer un semestre académique ou un double diplôme dans les établissements partenaires.